# كحيلة (البيضاء)
كحيله هي إحدى قرى الجمهورية اليمنية. تتبع جغرافيا لمحافظة البيضاء و إداريًا لمديرية الزاهر. يبلغ تعداد سكانها 3596 نسمة حسب الإحصاء الذي أجري عام 2004.